# Nevskiales
Ordre
Les Nevskiales sont un ordre de bacilles à Gram négatif de la classe des Gammaproteobacteria. Son nom provient du genre Nevskia qui est le genre type de cet ordre.

## Liste de familles
Selon la LPSN (8 novembre 2022) :
- Algiphilaceae Gutierrez et al. 2012
- Nevskiaceae Henrici & Johnson 1935
- Salinisphaeraceae Naushad et al. 2015
- Steroidobacteraceae Liu et al. 2019